# آی‌اواس ۴
آی‌او‌اس چهارمین نسخه از سیستم عامل تلفن همراه آی او اس است که توسط شرکت اپل توسعه داده شده و جانشین آيفون او اس ۳ محسوب می شود. این نسخه در کنفرانس جهانی توسعه دهندگان شرکت اپل در ۷ ژوئن ۲۰۱۰ اعلام شد و در ۲۱ ژوئن ۲۰۱۰ منتشر شد. آی‌او‌اس ۴ اولین نسخه آی‌او‌اس است که تحت نام تجاری "آی‌او‌اس" منتشر شده و از الگوی نامگذاری "آیفون او اس" نسخه های قبلی٬ پیروی نمی کند. آی او اس ۵ در ۱۲ اکتبر ۲۰۱۱ جانشین این نسخه شد. 

## تاریخ
آی‌او‌اس ۴ در ۷ ژوئن ۲۰۱۰ در سخنرانی اصلی کنفرانس جهانی توسعه دهندگان اپل معرفی شد. قابل ذکر است ، این اولین نسخه آی‌او‌اس بود که به سادگی "آی‌او‌اس" نامگذاری شد و الگوی نامگذاری "آيفون او اس" نسخه های قبلی فراموش شد. 
آی‌او‌اس ۴ رسماً در ۲۱ ژوئن ۲۰۱۰ منتشر شد. 

### به روز رسانی ها
| نسخه         | ساختن         | تاریخ انتشار   | یادداشت |
| ------------ | ------------- | -------------- | --- |
| ۴.۰          | 8A293         | ۲۱ ژوئن ۲۰۱۰   | انتشار اولیه؛ عرضه اولیه آیفون 4 GSM |
| ۴.۰.۱        | 8A306         | ۱۵ جولای ۲۰۱۰  | بعد از آنتن ، روش محاسبه قدرت سیگنال حامل تغییر کرد |
| ۴.۰.۲        | 8A400         | ۱۱ آگوست ۲۰۱۰  | رفع مشکلات امنیتی برای استفاده از قالب پی دی اف |
| ۴.۱          | 8B117 8B118   | ۸ سپتامبر ۲۰۱۰ | انتشار اولیه در آی پاد تاچ (نسل چهارم). ویژگی های جدید: - پشتیبانی از HDR برای عکس های گرفته شده با آیفون 4 - مرکز بازی - امکان بارگذاری فیلم های با کیفیت بالا گرفته شده در آیفون 4 در یوتیوب و MobileMe . - رفع اشکالات و بهبود عملکرد |
| ۴.۲.۱        | 8C148 8C148a  | ۲۲ نوامبر ۲۰۱۰ | نسخه اولیه برای آی پد؛ آخرین نسخه ای که به دلیل مشکلات سخت افزاری و عملکردی در آیفون ۳ جی و آی پاد تاچ (نسل ۲) اجرا می شود. |
| ۴.۲.۵        | 8E128         | ۱۱ ژانویه ۲۰۱۰ | عرضه اولیه در آیفون 4 (مدل CDMA). منحصر به فرد این دستگاه ؛ پشتیبانی از نقطه اتصال Wi-Fi |
| ۴.۲.۶        | 8E200         | ۳۱ ژانویه ۲۰۱۱ | رفع اشکالات برای نقطه اتصال Wi-Fi |
| ۴.۳          | 8F190 8F191   | ۴ مارس ۲۰۱۱    | انتشار اولیه در iPad 2 ؛ در iPhone 4 (CDMA) در دسترس نیست ؛ ویژگی های جدید شامل پشتیبانی از نقاط اتصال Wi-Fi شخصی ، اشتراک خانگی iTunes ، بهبودهای AirPlay و سایر پیشرفت های جزئی دیگر است                                               |
| ۴.۳.۱        | 8G4           | ۲۵ مارس ۲۰۱۱   | رفع اشکالات روی صفحه نمایش iPod Touch. بهبود پایداری برای اتصال تلفن همراه در مدل های آیفون |
| ۴.۳.۲ ۴.۲.۷  | 8H7 8H8 8E303 | ۱۴ آوریل ۲۰۱۱  | رفع تماسهای منجمد در FaceTime و مشکلات اتصال در مدل های تلفن همراه iPad |
| ۴.۳.۳ ۴.۲.۸  | 8J2 8E401     | ۴ مه ۲۰۱۱      | رفع اشکال برای سرویس موقعیت مکانی |
| ۴.۳.۴ ۴.۲.۹  | 8K2 8E501     | ۱۵ جولای 2011  | رفع مشکلات امنیتی |
| ۴.۳.۵ ۴.۲.۱۰ | 8L1 8E600     | ۲۵ جولای ۲۰۱۱  | به روزرسانی امنیتی برای تأیید اعتبار گواهی |